# Sigonce
Sigonce är en kommun i departementet Alpes-de-Haute-Provence i regionen Provence-Alpes-Côte d'Azur i sydöstra Frankrike. Kommunen ligger  i kantonen Forcalquier som ligger i arrondissementet Forcalquier. År 2022 hade Sigonce 421 invånare.

## Befolkningsutveckling
Antalet invånare i kommunen Sigonce
Referens: INSEE